# 四明縣
四明縣是1948年12月25日到1949年5月23日在中华民国浙江省短暂存在的县，其范围是余姚县南部梁弄镇、四明山区及上虞、鄞县、奉化、慈溪等共5个县边境22乡镇，县治设今浙江余姚市梁弄镇。1949年5月23日，废四明县。